# Bojnik
Bojnik (serbocroata cirílico: Бојник) es un municipio y pueblo de Serbia perteneciente al distrito de Jablanica del sur del país.
En 2011 tenía 11.073 habitantes, de los cuales 6688 viven en el pueblo y el resto en las 35 pedanías del municipio. La mayoría de la población se compone de serbios (9197 habitantes), existiendo una importante minoría de gitanos (1649 habitantes).
Se ubica unos 10 km al oeste de Leskovac.

## Pedanías
Pertenecen al municipio de Bojnik las siguientes pedanías:
| - Borince, - Brestovac, - Vujanovo, - Gornje Brijanje, - Gornje Konjuvce, - Granica, - Dobra Voda, - Donje Konjuvce, | - Dragovac, - Dubrava, - Đinđuša, - Zeletovo, - Zorovac, - Ivanje, - Kamenica, - Kacabać, - Kosančić, | - Lapotince, - Lozane, - Magaš, - Majkovac, - Mijajlica, - Mrveš, - Obilić, - Obražda, - Orane, | - Plavce, - Pridvorica, - Rečica, - Savinac, - Slavnik, - Stubla, - Turjane, - Ćukovac y - Crkvice. |